# La hija del Doctor
La hija del Doctor (The Doctor's Daughter) es el sexto episodio de la cuarta temporada moderna de la serie británica de ciencia ficción Doctor Who, emitido originalmente el 10 de mayo de 2008. En él se volvió a marchar Freema Agyeman tras su regreso dos episodios atrás, aunque regresaría una vez más al final de la temporada.

## Argumento
Empezando en el mismo punto en el que acabó El cielo envenenado, la TARDIS lleva al Décimo Doctor, Martha Jones y Donna Noble al planeta Messaline. Nada más salir de la TARDIS, salen a su encuentro unos soldados de un tal general Cobb. Los soldados obligan al Doctor a meter la mano dentro de una máquina progenadora, que utiliza su ADN para crear una soldado femenino, biológicamente su hija. Pronto se les enfrentan otros ocupantes del planeta, los Hath, que les atacan y se llevan a Martha como rehén. La soldado causa una explosión que sella el corredor en el que están, atrapando a Martha al otro lado. Entonces se llevan al Doctor y Donna a ver al general Cobb en el centro de mando, y por el camino, Donna le pone a la mujer el nombre de Jenny, porque el Doctor no deja de llamarla anomalía generada.
En el otro lado del corredor, Martha ayuda a un Hath herido y se gana así su confianza. Los Hath la llevan a su centro de mando. Mientras tanto, el Doctor y Donna se encuentran con el general Cobb, que les explica que al principio se suponía que iban a vivir con los Hath, pero surgió una disputa por algo conocido como "la Fuente". Ambas partes creen que esta Fuente es el aliento de su Creador, y el Doctor sin querer le revela su localización a Cobb. En el lado Hath, sin saberlo, Martha también interpreta la localización de la Fuente, y los dos bandos se preparan para la batalla. Cobb intenta convencer al Doctor y Donna de que se unan a ellos, pero les encarcela junto a Jenny (de quien no se fía al venir de los genes del Doctor), cuando se niegan. Jenny utiliza sus encantos femeninos para librarse del guardia y escapan de su celda, no sin antes mostrarle Donna al Doctor con un fonendoscopio que Jenny tiene dos corazones, y por tanto no pueden negar que son padre e hija.
El Doctor al principio no acepta a Jenny por considerarla sólo un eco de lo que significa ser un Señor del Tiempo, pero según van pasando tiempo juntos, va comenzando a aceptarla. El Doctor le confiesa en privado a Donna que se resiste a llevar a Jenny con ellos en la TARDIS porque le recuerda demasiado a Gallifrey, y todo lo que perdió en la Guerra del Tiempo, revelándole que ya fue padre una vez. Por el camino, Donna se fija en una serie de placas numeradas en cada habitación. Cuando llegan a la localización de la Fuente, descubren que se trata de un dispositivo terraforme dentro de una nave espacial colonizadora. Donna se da cuenta de que las placas representan las fechas en que se terminó cada parte del edificio, y que la guerra sólo lleva siete días de duración. Los humanos y los Hath han criado en esos pocos días tantas generaciones con sus máquinas progenadoras que su propia historia se ha degradado en mito como si hubieran pasado miles de años. El Doctor determina que la causa del conflicto fue la muerte del comandante de la misión. 
Mientras tanto, Martha ha ido por su propio camino con uno de los Hath hasta la Fuente. Ellos fueron por la superficie del planeta, donde el Hath se sacrificó para salvar a Martha de unas arenas movedizas. Destrozada, Martha se reúne con el Doctor y Donna cerca de la Fuente poco antes de que ambos ejércitos se encuentren. El Doctor declara la guerra acabada, y libera el agente terraforme. Todos los presentes bajan las armas, salvo Cobb, que intenta disparar al Doctor. Jenny se interpone y la bala le atraviesa el pecho. El Doctor llora mientras la sujeta, moribunda. Después, enfurecido, recoge la pistola y apunta a Cobb en la cabeza, pero decide no dispararle. Enfadado, lanza la pistola a un lado y declara que los humanos y los Hath deberán construir su nueva sociedad basándose en la paz.
Mientras se llevan el cuerpo de Jenny a darle honores funerarios, el Doctor y Donna llevan a Martha a casa. Martha dice que no puede soportar más la muerte y la devastación y advierte a Donna que la vida con el Doctor puede ser peligrosa. Donna, sin embargo, decide quedarse con el Doctor indefinidamente. Mientras Donna se adelanta andando, el Doctor y Martha se quedan y ella le muestra sus condolencias por perder a Jenny. Después de un abrazo, Martha entra en su casa. Al mismo tiempo, en Messaline, Jenny de repente abre la boca y exhala lo que parece ser energía de regeneración antes de escapar en un cohete y abandonar el planeta en busca de aventuras por el universo.

## Producción

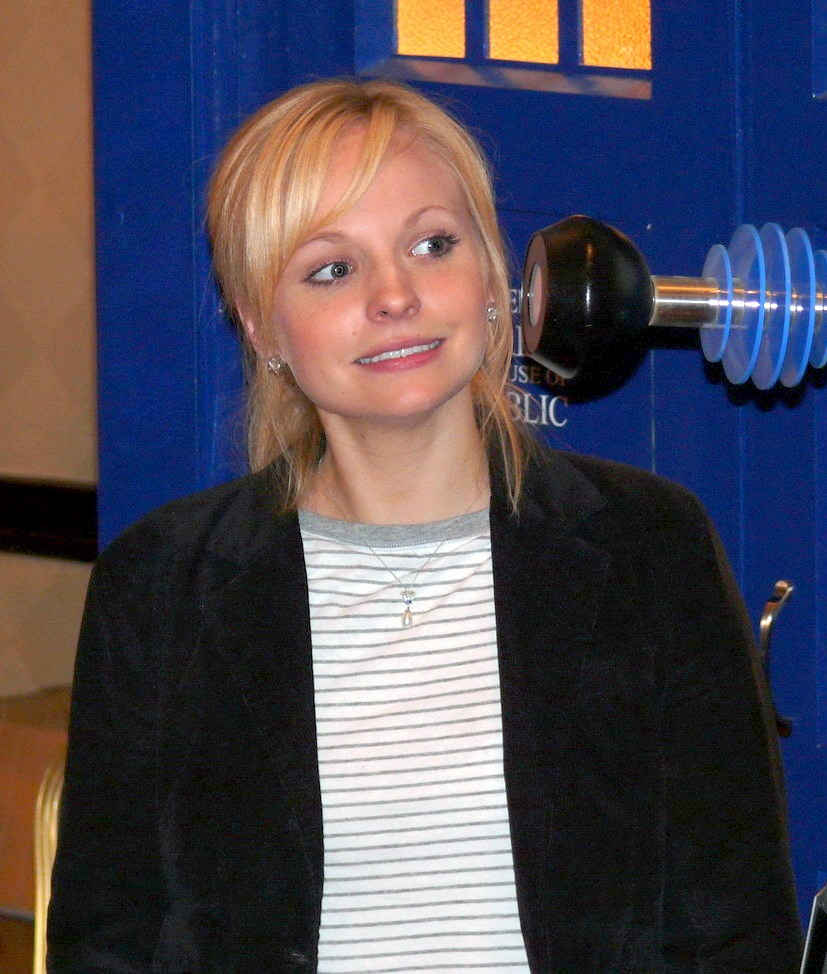
Georgia Moffett, hija del Quinto Doctor interpretado por Peter Davison, y esposa desde 2011 del actor David Tennant que fue el Décimo Doctor, fue escogida como intérprete del personaje titular, Jenny.

### Guion
Russell T Davies dijo que el episodio "proporcionaba exactamente lo que la etiqueta decía". La muerte de Jenny se iba a filmar originalmente en lo que Davies llamaba "una habitación de nave espacial genérica", pero el productor Phil Collinson sugirió rodar la escena en el jardín botánico de Plantasia, en Swansea. La idea de que Jenny volviera al final a la vida fue de Steven Moffat.

### Casting
Georgia Moffett, intérprete de Jenny, es la hija en la vida real del intérprete del Quinto Doctor Peter Davison. David Tennant (Décimo Doctor) describió el episodio diciendo "Vamos a ver a la hija del Doctor, interpretada por la hija del Doctor". Moffett se había presentado al casting para un papel en El unicornio y la avispa en 2007. Su papel de Jenny no se eligió por su padre; fue puramente coincidencia, pero aun así fue "un gran añadido" para la serie. En Doctor Who Confidential, Peter Davison dijo que tras terminar el rodaje de Choque temporal, le dijo a Georgia: "Ahora es tu turno".

## Emisión y recepción
Las mediciones nocturnas de audiencia indicaron que La hija del Doctor fue visto por 6,6 millones de espectadores, con un 38,4% de share. La medición definitiva fue de 7,33 millones de espectadores. Aunque la mayoría de los programas en televisión bajaron su audiencia respecto a la semana anterior, Doctor Who la había incrementado. El programa más visto del día aún fue Britain's Got Talent, en ITV1, aunque su audiencia se redujo un millón hasta 8,17 millones. Doctor Who fue el programa con la mayor audiencia del día en BBC1, y tuvo el share más alto de todo el sábado en el total. Su puntuación de apreciación fue de 88 (considerada "Excelente").
La hija del Doctor recibió críticas de todo tipo. David Chater de The Times lo describió como "Un episodio maravilloso, divertido, emocionante y extrañamente conmovedor". Martin Anderson de Den of Geek dijo que fue "bastante bueno, aunque malamente lleno de agujeros en la trama". Señaló que fue un episodio más de Doctor Who "perjudicado por la incesante música de Murray Gold". También describió el episodio como "bastante reminiscente de la era de Tom Baker, repleto de pasillos oscuros y baratos que recorrer y dos facciones enfrentadas que el Doctor debe pacificar". Para Ian Berriman, de SFX, recorrer tantos pasillos arriba y abajo le recordó a una parodia de Doctor Who de 1985 en el programa de Lenny Henry. Berriman describió el episodio como "decepcionante", citando que como uno "siempre sospecha que va a ser una camisa roja" es difícil preocuparse por Jenny. Aunque "razonablemente divertida", Berriman argumenta que el corsé presupuestario hizo "que la historia tuviera un aspecto cerrado" y que la trama del episodio, similar a la vieja escuela de Star Trek, parece demasiado similar al de la historia Sontaran en dos partes inmediatamente anterior, porque ambas incluyen "militarismo" y "clonación".
Lizo Mzimba de Newsround también notó las semejanzas con La estratagema Sontaran y El cielo envenenado. Mzimba dijo que "el gran problema" del episodio es que intenta "atiborrar demasiado en 45 minutos", y la mayoría de las nuevas e "interesantes" ideas no tienen "la atención que merecen", provocando que a la audiencia no le importen ni los luchadores humanos ni los Hath y así limitando "el sentido de peligro o amenaza". Mzimba observa que desde su regreso en La estratagema Sontaran, Martha compartió muy poco tiempo en pantalla con el Doctor y así redujo el impacto emocional de su marcha en este episodio. Describe a Moffett como "soberbia", calificándola como "muy atractiva". Berriman alabó la interpretación de Tennant, pero Anderson sugiere que Tennant grita demasiado. Anderson también dice que "el papel de Donna como la conciencia del Doctor comienza a tomar forma", describiéndolo como "refrescante" en un acompañante y notando que "Tate ha rebajado bastante el volumen de su voz".